# Henry Carey
Henry Carey (Londres, 26 d'agost de 1687 – ciutat en què se suïcidà el 5 d'octubre de 1743), fou un poeta i músic anglès, fill natural de George Savile, marquès d'Halifax.
Tingué per mestres a Westeinson, Daniel Roseingrave i Francesco Geminiani. Va escriure el llibre i partitura de gran nombre de balades, operetes i composicions de l'anomenada en la capital anglesa ballad-operas, destacant entre les més inspirades de les seves obres musicals les titulades: Sally in our Alley, The Provooked Husband, Amelia, The contrivances (1715), The Dragon of Wantley (1737), parodia de les òperes italianes, i Nancy (1739).
Entre les seves obres literàries cal citar les balades publicades en la col·lecció The Musical Century, or a Hunched English Ballad (1737, 1740 i 1744), i entre elles molt especialment les titulades: Nancy, or the partint lovers, i Sally in our Alley.
Alguns historiadors de la música li atribueixen la música de l'himne nacional God save the King, però no hi ha prou proves per a assegurar la certesa d'aquesta afirmació, que els historiadors Chrysander sosté i Cummings i Chappel combaten com errònia.
Una de les seves filles Anna, casà amb el famós tràgic Edmund Kean.